# François-Emmanuel Fodéré
François-Emmanuel Fodéré, né en 1764 à Saint-Jean-de-Maurienne (Duché de Savoie) et mort le 4 février 1835 à Strasbourg, est un médecin et botaniste savoyard,. Il est considéré comme « le père de la médecine légale ».

## Biographie

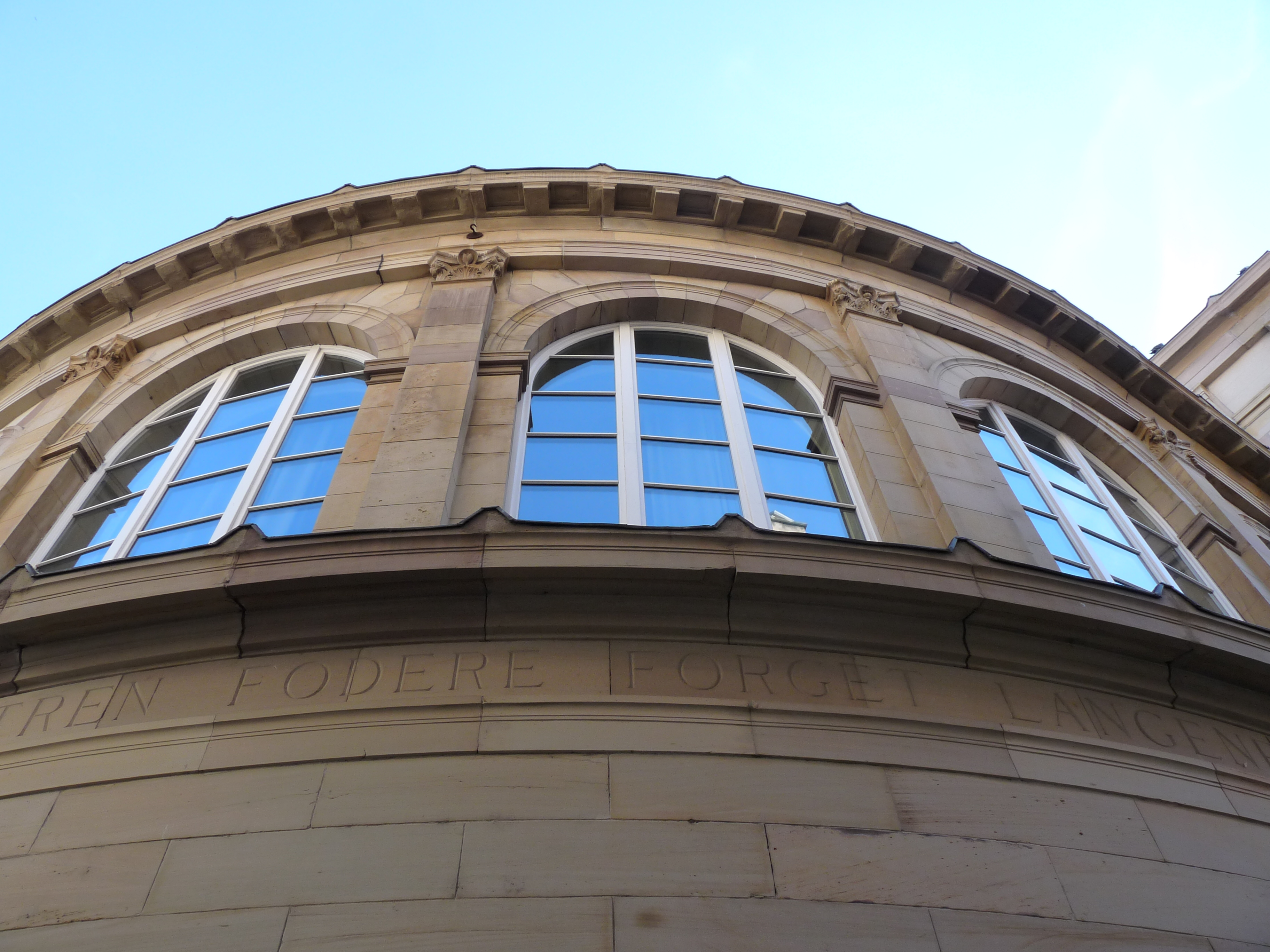
Le nom de Fodéré gravé sur la rotonde de l'ancienne École de Médecine de Strasbourg

Joseph-Benoît dit François-Emmanuel Fodéré naît le 8 janvier 1764 ou le 17 février 1764 à Saint-Jean-de-Maurienne, dans le duché de Savoie. On trouve également la date du 15 janvier 1764, notamment dans la notice d'autorité de la BNF. Son père, Barnabé Fodéré, originaire de Bessans, étant mort avant sa naissance, sa mère, Marie-Nicolette Vectier, fille de Nicolas Vectier de Thonon, l'éleva avec toutes les difficultés que pouvait alors rencontrer une veuve.
Au collège Lambert de Saint-Jean-de-Maurienne, on remarqua vite les qualités exceptionnelles de l'adolescent. Une intervention de l'Intendant de Maurienne, le chevalier de Saint-Réal, lui permit d'aller étudier à Chambéry puis la médecine à Turin. Il obtint son titre de docteur en médecine à l’université de Turin où il suivit les cours de Carlo Allioni (1728 ou 1729-1804) aux côtés de Giovanni Battista Balbis (1765-1831).
Grâce à une bourse du roi Victor-Amédée III de Sardaigne, duc de Savoie, il étudia la médecine légale à Paris en 1792 et s’engagea dans l’armée des Alpes avec laquelle il participa au siège de Marseille et de Mantoue (1796-1797).
Il est élu le 24 avril 1825 à l'Académie des sciences, belles-lettres et arts de Savoie, avec pour titre académique Correspondant.
Lorsque la chaire de médecine légale (dont il est considéré comme le père) fut créée à Strasbourg, Fodéré, âgé de 50 ans et au sommet de sa carrière, concourut et fut nommé à l'unanimité. Il garda sa chaire jusqu'à sa mort. Ancien membre de la  Société de médecine de Marseille, il détenait également la chaire d'hygiène publique de Strasbourg. En cette qualité, il critiquait les hygiénistes proches du pouvoir, membres du Conseil d'hygiène publique de Paris, et réclamait une intervention accrue du gouvernement, contre le libéralisme de ces derniers.
II publia des mémoires sur les sujets les plus variés : le crétinisme, le goître, les affections scorbutiques de la bouche, la phtisie pulmonaire, le choléra…, et en général sur les maladies des montagnards, sur le délire et sur la pneumologie humaine.
Une épidémie de typhus l'amena à publier un traité en 4 volumes intitulé Leçons sur les épidémies et l'hygiène publique.
On considère que son œuvre maîtresse est son Traité de médecine légale et d'hygiène publique publié en 1813 . 
Il meurt le 4 février 1835 à Strasbourg.

## Œuvres et publications

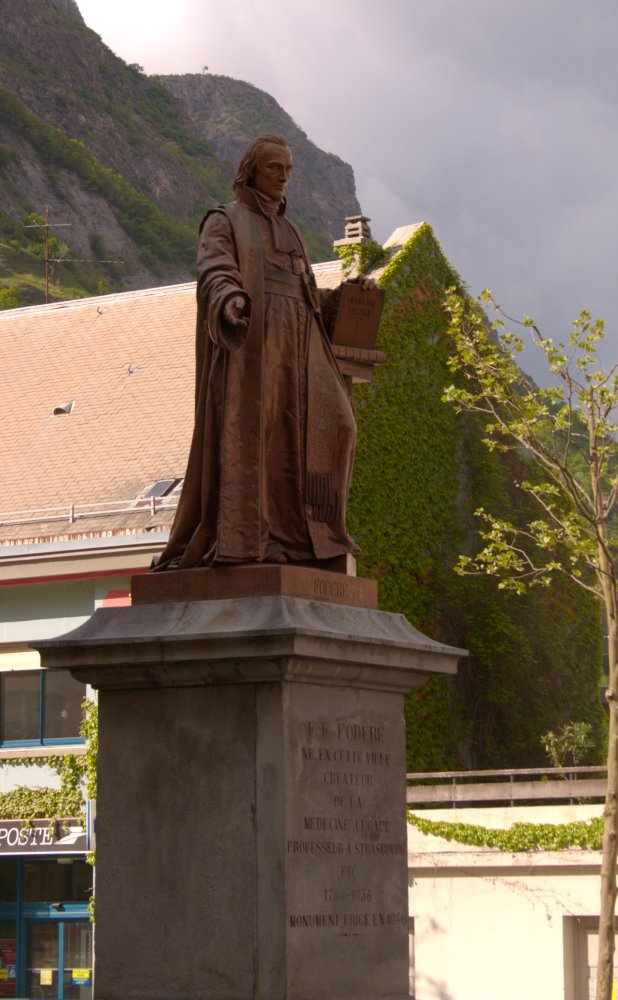
La statue de Fodéré, érigée le 18 août 1846 à Saint-Jean-de-Maurienne.

- Essai sur le goitre et le crétinage, impr. royale (Turin) , 1792, Texte intégral

- Analyse des eaux thermales et minérales du Plan de Fasy sous Mont-Lyon, district d'Embrun, impr. de Moyse (Embrun),1794, lire en ligne sur Gallica

- Mémoire sur une affection des gencives et de l'intérieur de la bouche, endémique parmi les troupes de l'armée des Alpes, impr. de Moyse (Embrun), 1794, lire en ligne sur Gallica

- Essai sur la phtisie pulmonaire, impr. de Jouve (Marseille), 1795 lire en ligne sur Gallica

- Biographie. Extrait d'un voyage au Ban de La Roche et visite au pasteur Oberlin, suivi d'une notice sur quelques curés catholiques de l'Alsace, F.-G. Levrault (Strasbourg), [s.d.] lire en ligne sur Gallica

- Traité du goître et du crétinisme, précédé d'un Discours sur l'influence de l'air humide sur l'entendement humain, Bernard (Paris), 1799, lire en ligne sur Gallica et Texte intégral.

- Mémoires de médecine pratique sur le climat et les maladies du Mantouan, sur le quinquina, sur la cause fréquente des diarrhées chroniques des jeunes soldats et sur l'épidémie actuelle de Nice, Croullebois (Paris), 1800 lire en ligne sur Gallica

- Essai de physiologie positive appliqué spécialement à la médecine pratique, Veuve Seguin et Fils (Paris), 1806, tome 1, Texte intégral

- Rapport historique et médical de la maladie qui a régné ce printems 1810, dans le quartier de la Valentine, territoire de Marseille, fait à la Société de Médecine de cette ville, au nom d'une commission spéciale, chargée de l'examen de la maladie, imp. de Joseph-François Achard (Marseille), 1810.

- (la) De infanticidio, typis Levrault (Argentorati), 1814 [Thèse de médecine, 396 - Strasbourg], Texte intégral

- Traité du délire, appliqué à la médecine, à la morale et à la législation, Crapelet (Paris), 1816, 2 volumes:

1. tome 1 lire en ligne sur Gallica et Texte intégral
2. tome 2 lire en ligne sur Gallica

- Traité de médecine légale et d’hygiène publique ou de police de santé, adapté aux codes de l’Empire français, et aux connaissances actuelles, à l’usage des gens de l’Art, de ceux du Barreau, des jurés et des administrateurs de la santé publique, civile, militaire et de marine, (Paris) 1798.

- Traité de médecine légale et d'hygiène publique ou de police de santé : adapté aux codes de l'Empire français et aux connaissances actuelles, à l’usage des gens de l’Art, de ceux du Barreau, des jurés et des administrateurs de la santé publique, civile, militaire et de marine [2ème édition], Mame (Paris), 1813-1815, 6 volumes:

1. tome 1 lire en ligne sur Gallica
2. tome 2 lire en ligne sur Gallica
3. tome 3 lire en ligne sur Gallica
4. tome 4 lire en ligne sur Gallica
5. tome 5 lire en ligne sur Gallica
6. tome 6 lire en ligne sur Gallica

- Voyages aux Alpes-Maritimes [Histoire naturelle, agraire, civile et médicale, du comté de Nice et pays limitrophes, enrichi de notes de comparaison avec d'autres contrées],  Levrault (Strasbourg, Paris), 1821, tome 1 Texte intégral , tome 2 Texte intégral.

- Leçons sur les épidémies et l'hygiène publique, faites à la Faculté de Médecine de Strasbourg,  Levrault (Strasbourg, Paris), 1822.

- Mémoire sur la culture des plantes oléagineuses, Levrault (Strasbourg), 1824, Texte intégral

- Essai historique et moral sur la pauvreté des nations : la population, la mendicité, les hopitaux et les enfants trouvés ([Reprod.]), Huzard (Paris), 1825, lire en ligne sur Gallica et Texte intégral

- Mémoire sur la petite vérole vraie et fausse et sur la vaccine,  J.-H. Heitz (Strasbourg), H. Servier (Paris), 1826 lire en ligne sur Gallica

- Recherches et observations critiques sur l'éruption et la fièvre connues sous le nom de Miliaires, Levrault (Paris), 1828, Texte intégral

- Essai théorique et pratique de pneumatologie humaine: ou recherches sur la nature, les causes et le traitement des flatuosités et de diverses vésanies, telles que l'extase, le somnambulisme, la magi-manie, et autres, Février (Strasbourg), 1829, Texte intégral

- Essai théorique et pratique de pneumatologie humaine, ou Recherches sur la nature, les causes et le traitement des flatuosités et de diverses vésanies, Février (Strasbourg), 1829 lire en ligne sur Gallica

- Essai médico-légal sur les diverses espèces de folie vraie, simulée et raisonnée : sur leurs causes et les moyens de les distinguer, sur leurs effets excusants ou atténuants devant les tribunaux, et sur leur association avec les penchants au crime et plusieurs maladies physiques et morales, L.F. Le Roux (Strasbourg), 1832, lire en ligne sur Gallica et Texte intégral

Voir aussi :
- Alexis-Casimir Dupuy : « Rapport de M. Dupuy sur une épizootie observée par M. Fodéré », Mémoire de l’Académie de médecine, 1833, vol. 3, p. 359-376

## Hommage
À Saint-Jean-de-Maurienne, sur la place qui porte son nom, une statue de bronze rappelle son souvenir.
La ville de Nice lui a également rendu hommage (rue Fodéré, caserne Fodéré).